# 秋野やす
秋野 やす（あきの やす、1885年〈明治18年〉3月1日 - 1999年〈平成11年〉2月12日）は、1998年11月から死去するまで長寿日本一だった静岡県の女性。

## 来歴
静岡県榛原郡相良町に居住していた、1998年11月に長寿日本一となった。長生きの秘訣は「よくしゃべり、よく食べ、よく働く。」と語っていた。大正時代まで相良港の近くにあった魚介類の缶詰の製造所に勤めていた。
1999年2月、死去。113歳と348日。